# Gammelströmmen
Gammelströmmen är en å i Tyresö kommun mellan sjöarna Långsjön och Tyresö-Flaten. 
Ån är en del av Tyresåns sjösystem. Gammelströmmens södra bank ligger vid gränsen till Tyresta naturreservat som omgärdar Tyresta nationalpark. Den är 200 meter lång och har en fallhöjd på ca 0,5 meter. Den är ganska grund och kan redan vid måttliga flöden bli ganska strid. Det finns en träbro över ån och ytterligare en lite större bro över den innersta viken av Tyresö-Flaten. Det är vanligt att personer åker kanot i Gammelströmmen då den har lugnt vatten. Området  har ingen direkt koppling till havet. 
I Gammelströmmen finns det många bävrar.

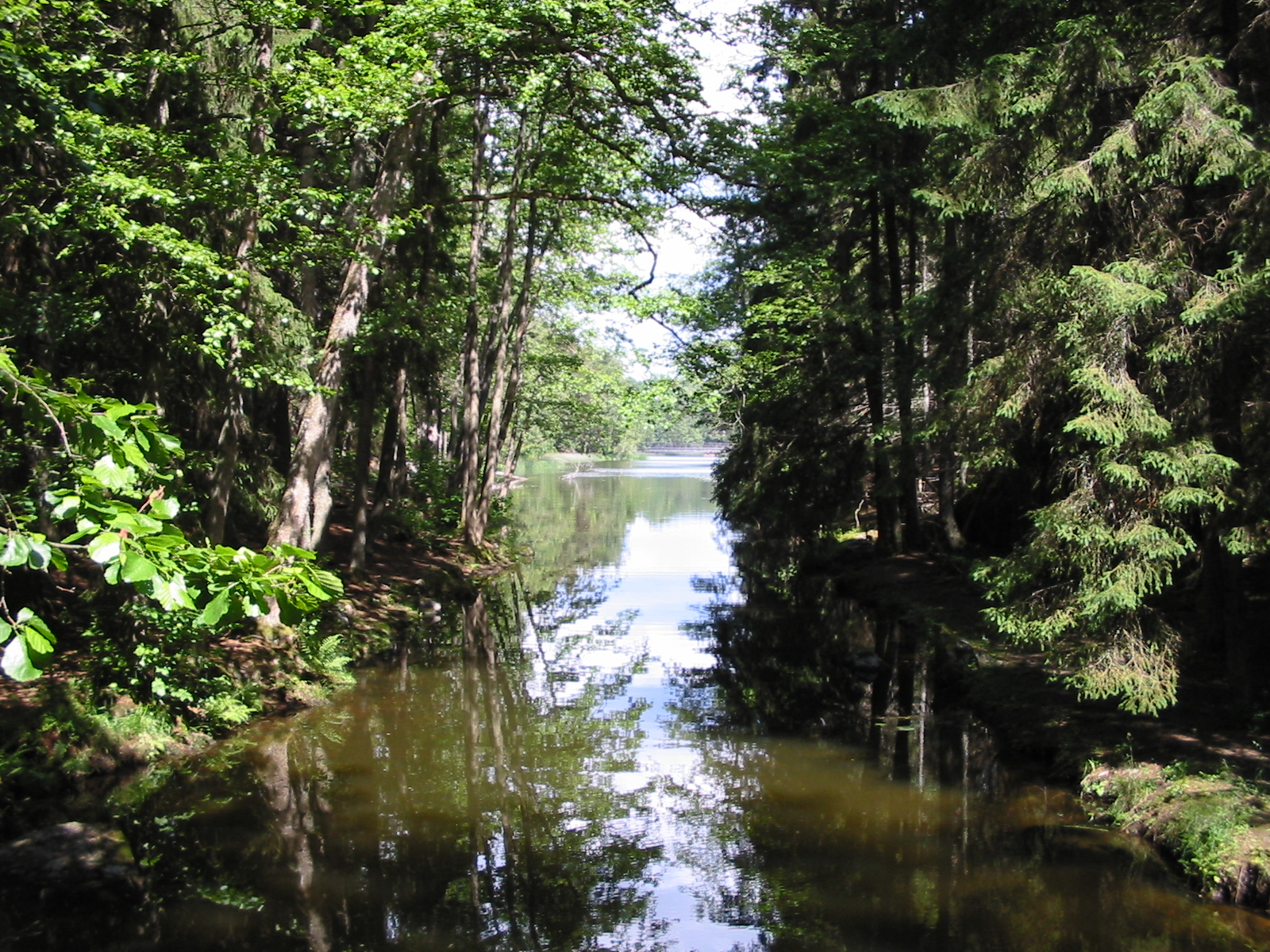
Inflödet till Tyresö-Flaten
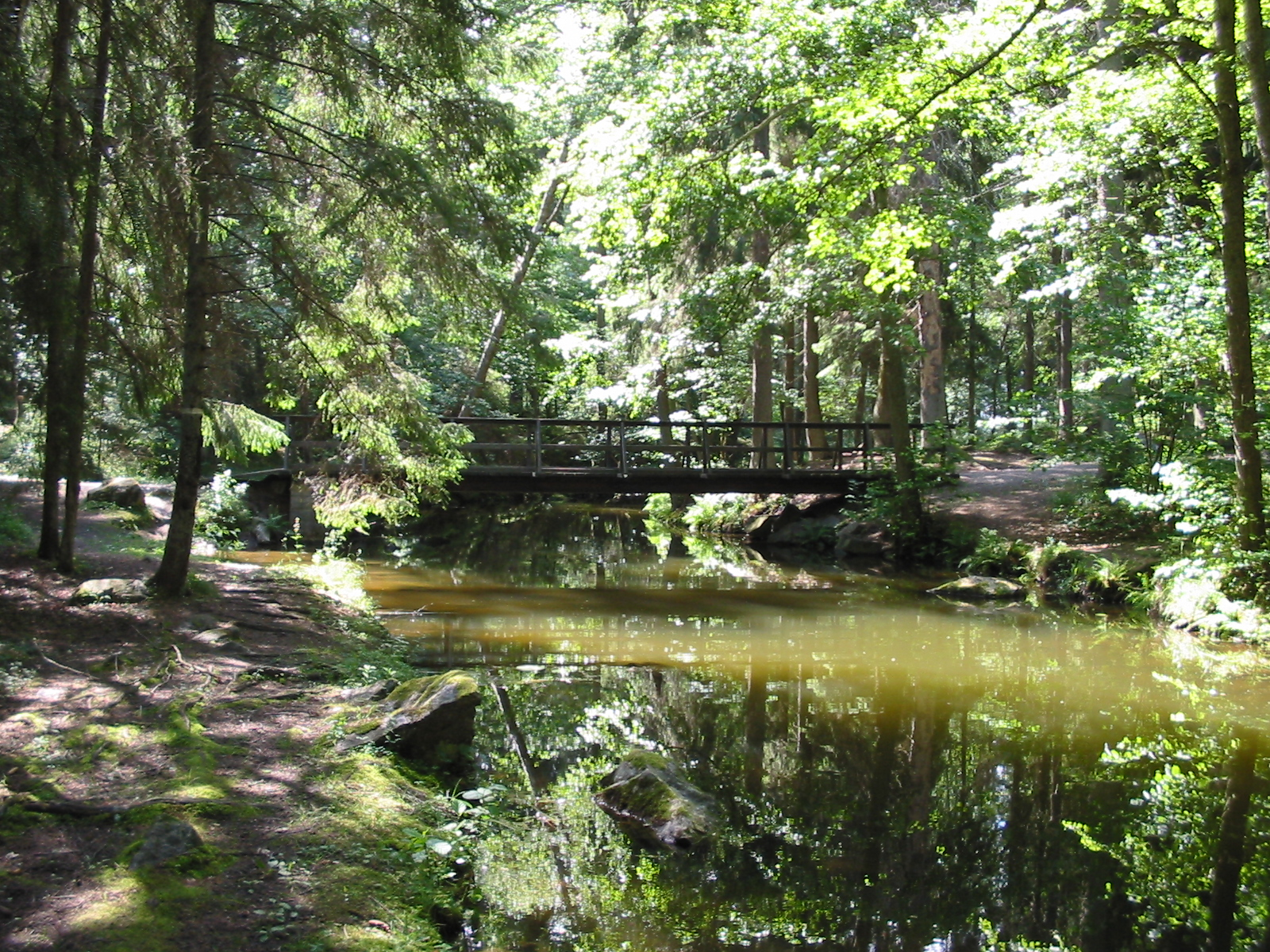
Bron över Gammelströmmen
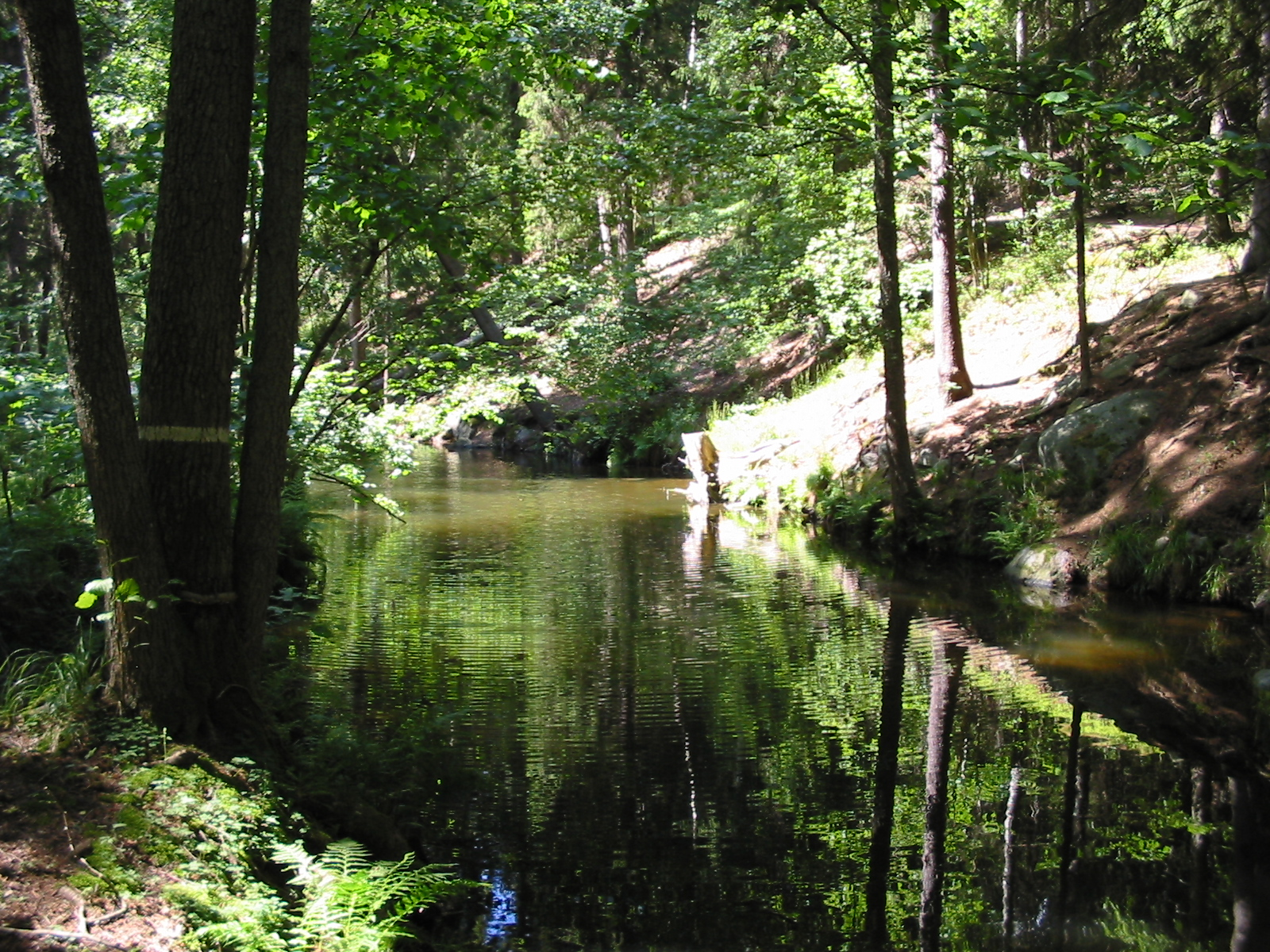
Längs ån väster om bron
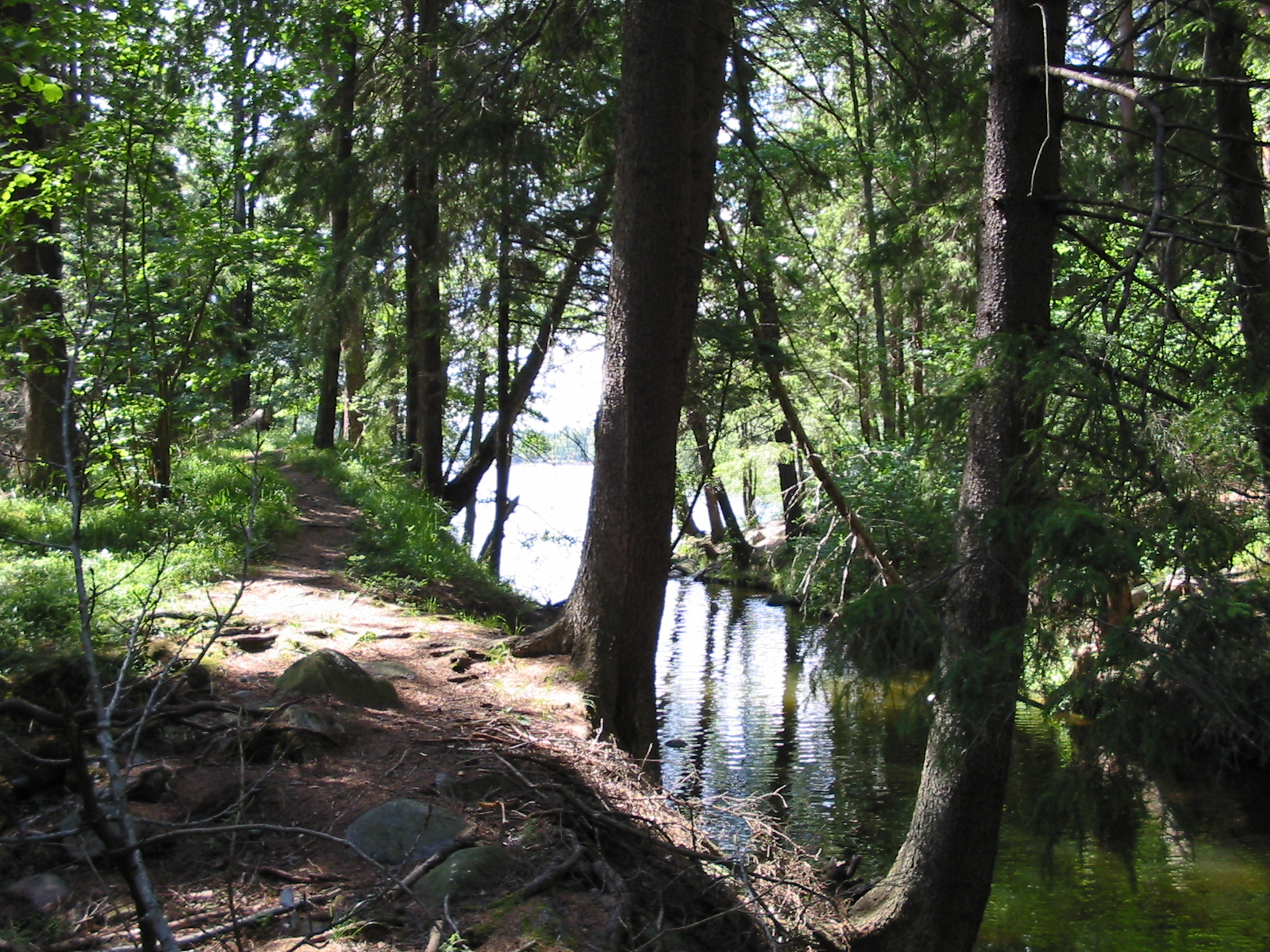
Utflödet från Långsjön